# Constanci II
Flavi Juli Constanci (en llatí: Flavius Iulius Constantius, 7 d'agost del 317 – 3 de novembre del 361) fou un emperador romà (337-361), anomenat Constanci II per distingir-lo del seu avi. A la mort del seu pare, Constantí el Gran, se li va confiar el govern de les províncies d'orient, mentre la resta del territori havia de ser governat pels seus dos germans i dos cosins. A la mort dels seu germà menor no va heretar cap territori, ja que se'ls va quedar el germà gran i a la mort d'aquest germà un usurpador anomenat Magnenti, va prendre el poder. Constanci II va aconseguir enderrocar-lo, però llavors en va haver d'enderrocar un altre anomenat Vetanió. Les seves derrotes contra els perses el van fer impopular i l'exèrcit li va demanar que abdiqués a favor del seu cosí Julià, cosa que no va arribar a fer perquè va morir d'una malaltia.

## Joventut
Era el tercer fill de Constantí el Gran, i el segon que va tenir amb la seva esposa Fausta. Va néixer a Sírmium a Pannònia el 6 d'agost del 317, durant el consolat d'Ividi Gal·licà i de Septimi Bas. Va ser educat amb cura com els seus germans Constantí i Constant, i fou més hàbil que ells en gimnàstica i exercicis militars però menys en fines arts.
Fou nomenat cònsol el 326 (potser ja el 324) i va cooperar amb el pare en l'administració de les províncies orientals. Va rebre la distinció de cèsar el 13 de novembre del 334, títol que l'acreditava com a successor al tron.
Quan el 336 van haver-hi revoltes a Armènia per disputes religioses i el rei persa Sapor II va decidir intervenir, el pare de Constanci que no es trobava bé de salut, el va enviar amb un exèrcit per pacificar la zona.
Abans que Constanci arribés, el general persa Narses, que potser era germà del rei, es va apoderar de Mesopotàmia i va capturar la ciutat d'Amida. Constanci va adreçar l'atac contra Narses i, després que les seves tropes patissin una derrota menor, va vèncer i matar Narses en la batalla de Narasara. Constanci va recuperar Amida i va iniciar millores en la fortificació de la ciutat. També va manar la construcció d'un destacament fortiificat més a l'interior, que va anomenar Antinòpolis.

## Ascens al tron
El maig de l'any 337, li va arribar la notícia que el seu pare s'estava morint, cosa que va passar el dia 22, i va marxar cap a Constantinoble per assistir als funerals. Poc després, el 9 de setembre fou nomenat august pel senat a Roma i se li va atribuir el futur govern de les províncies més orientals, mentre que el seu germà Constantí II tindria les més occidentals i Constant les centrals. El senat, tenint en compte les disposicions del difunt, va repartir una part dels territoris entre dos cosins: Dalmaci i Hannibalià. Aquest arranjament no va durar gaire, perquè la guarnició de Constantinoble va declarar que no podia regnar ningú més que els fills de Constantí, excloent per tant als nebots Dalmaci i Hannibalià. Dalmaci havia rebut: Grècia, Macedònia, Tràcia i part d'Il·líria, i Hannibalià el Pont, Capadòcia i Petita Armènia amb capital a Cesarea).

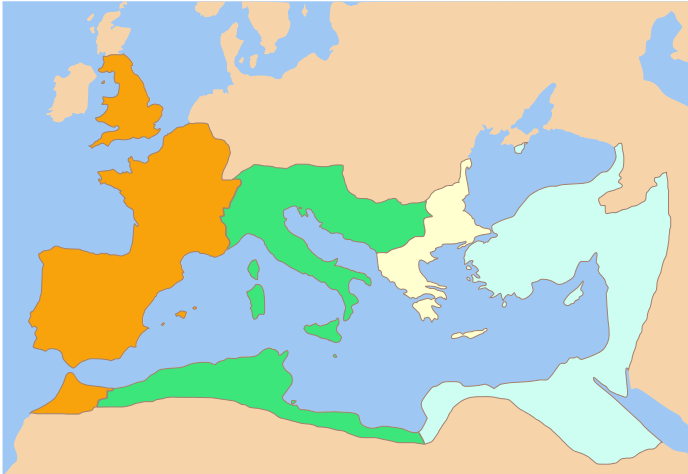
repartiment dels territoris:
Constantí II
Constant
Dalmaci
Constanci II

L'exèrcit va matar tots els descendents de Constanci I Clor amb la seva segona dona, menys dos, Gal i Julià (després conegut com a Julià l'Apòstata), fills de Juli Constantí, germà del pare de Constanci II, al qual també van assassinar. Alguns adeptes a la família dels cosins, també van morir: el patrici Optat i el prefecte del pretori Ablavi. La responsabilitat de Constanci en aquestes morts, per acció o omissió, sembla clara.
Llavors (340) es va trobar a Sírmium (Pannonia) amb els seus germans, per fer una nova divisió de l'imperi en la qual Flavi Claudi Constantí (de 21 anys) va rebre la Gàl·lia, Hispània, Britànnia i part d'Àfrica; Constanci (de 20 anys), Tràcia, Macedònia. Grècia, les províncies d'Àsia i Egipte; i Constant (de 17 anys), Itàlia, Il·líria i la resta de l'Àfrica.

## Guerra amb Pèrsia
Gairebé tot seguit va esclatar la guerra amb Pèrsia a la regió de Mesopotàmia i a la frontera Síria. Constanci es va trobar que Sapor II havia aplegat un gran exèrcit amb elefants inclosos. La guerra va durar alguns anys i fou desfavorable per als romans, que foren derrotats en diverses batalles, destacant la de Sinagra el 343, on Constanci portava personalment el comandament de les forces; els perses, però, van patir moltes baixes en el seu intent frustrat de conquerir Nísibis i altres fortaleses i a les muntanyes d'Armènia, per la qual cosa el territori en general no va canviar de mans.
Ocupat en aquesta guerra, Constanci no va poder intervenir en la guerra que va esclatar entre els seus germans, en la qual Constantí II va morir a Aquileia i Constant es va fer amo dels territoris que pertanyien al seu germà.

## Rebel·lions de Magnenci i Vetranió
El 350 Constant va morir a mans del rebel Magnenci que va esdevenir emperador a Gàl·lia, Britànnia i Hispània. A Il·líria un altre usurpador, Vetranió, es va proclamar emperador. Finalment Constanci, al front del seu exèrcit, va abandonar la frontera persa i va anar a Europa, però abans va nomenar cèsar el seu cosí Gal donant-li poders per governar a orient mentre ell estava fora. Per estar més seur de la seva fidelitat li va donar en matrimoni la seva germana Flàvia Júlia Constantina. A Heraclea de Tràcia l'esperaven ambaixadors de Magnenci per proposar el reconeixement del seu cap i consolidar l'aliança amb un matrimoni entre Constanci i la filla de Magnenci i d'aquest amb Constantina, la germana gran de Constanci. Aquest va rebutjar la proposta i va enviar a un dels ambaixadors a Magnenci, mentre que a la resta els va empresonar acusats de ser agents d'un rebel. A Vetranió li va proposar de reconèixer-lo com a coemperador a canvi del seu ajut contra Magnenci, però secretament ja estava planejant de trair-lo i va subornar els principals oficials de Vetranió.

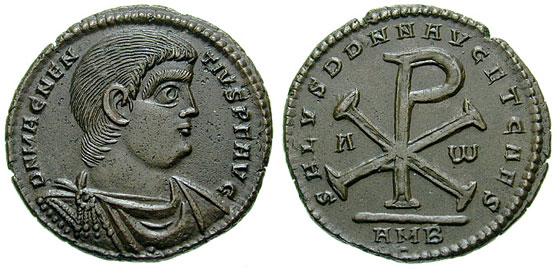
Moneda amb l'efígie de Magnenci l'usurpador.

Va avançar llavors cap a Sardica on es va trobar amb l'emperador il·liri. Vetranió podria haver-se apoderat de Constanci si hagués volgut, ja que el seu exèrcit era més fort, però no tenia cap pla de traïció, i es va escenificar una aliança. Però els oficials subornats van actuar llavors i van declarar que l'exèrcit no podia reconèixer altre emperador que un fill de Constantí. Vetranió llavors es va treure la diadema i va reconèixer Constanci com al seu emperador. Constanci el va perdonar, li va assignar una pensió i li va permetre de passar la resta dels seus dies a Brusa (351).
Llavors es va dirigir contra Magnenci. Va encomanar al seu cosí Gal, amb el títol de cèsar, la defensa de la frontera persa, i es va dirigir cap a Mursa (Batalla de Mursa Major) a la vora del riu Drave, i va derrotar les forces de Magnenci en una sagnant batalla el 28 de setembre del 351. Va conquerir llavors sense oposició Il·líria i Itàlia.
Magnenci va fugir cap a la Gàl·lia on l'exèrcit de Constanci el va atacar per l'est mentre un segon exèrcit, que havia anat per Àfrica i havia conquerit aquestes regions i Hispània, l'atacava per l'oest. La batalla decisiva es va lliurar a Mont Seleuc als Alps Cossis on Constanci va obtenir la victòria ; revoltades les principals ciutats de la Gàl·lia, Magnenci es va suïcidar, (11 d'agost del 353) i el seu germà i cèsar Magnenci Decenci el va seguir (353). Així Constanci va esdevenir emperador també de les províncies d'occident, va prendre revenja per la mort de Constant i va establir la seva autoritat amb mesures cruels castigant els culpables i també molts innocents.

## Nova administració unificada
Amo de tot l'imperi, va establir una administració basada en els monarques asiàtics, amb gran luxe, presència d'eunucs a la cort i assassinats secrets. El seu cosí Gal fou acusat de desobediència o negligència i de crueltat en la seva administració, la situació es va complicar quan Gal va fer matar Domicià, prefecte del pretori d'Orient, i a Monti (Montius), qüestor palatí, que havien estat enviats a la seva residència, Antioquia, per fer una enquesta sobre la seva conducta i de fet s'havien sobrepassat en les seves funcions.
Gal no tenia altra sortida que la revolta, però convençut per les promeses del seu cosí Constanci, el va anar a trobar a Mediolanum i quan era a Petòvio a la Pannònia, fou detingut i enviat a Pula a Ístria on fou empresonat i executat(354). També Julià, el germà de Gal, que estava casat amb Helena (germana de Constanci) fou arrestat i va passar un any a presó, però finalment fou perdonat per la intercessió de l'emperadriu Eusèbia i el 355 fou nomenat cèsar i se li va donar el comandament de la Gàl·lia, on la revolta de Silvà, que s'havia proclamat emperador, havia alterat l'ordre. Silvà fou mort per Ursicí a l'església de Sant Severí a Colònia el setembre del 355.

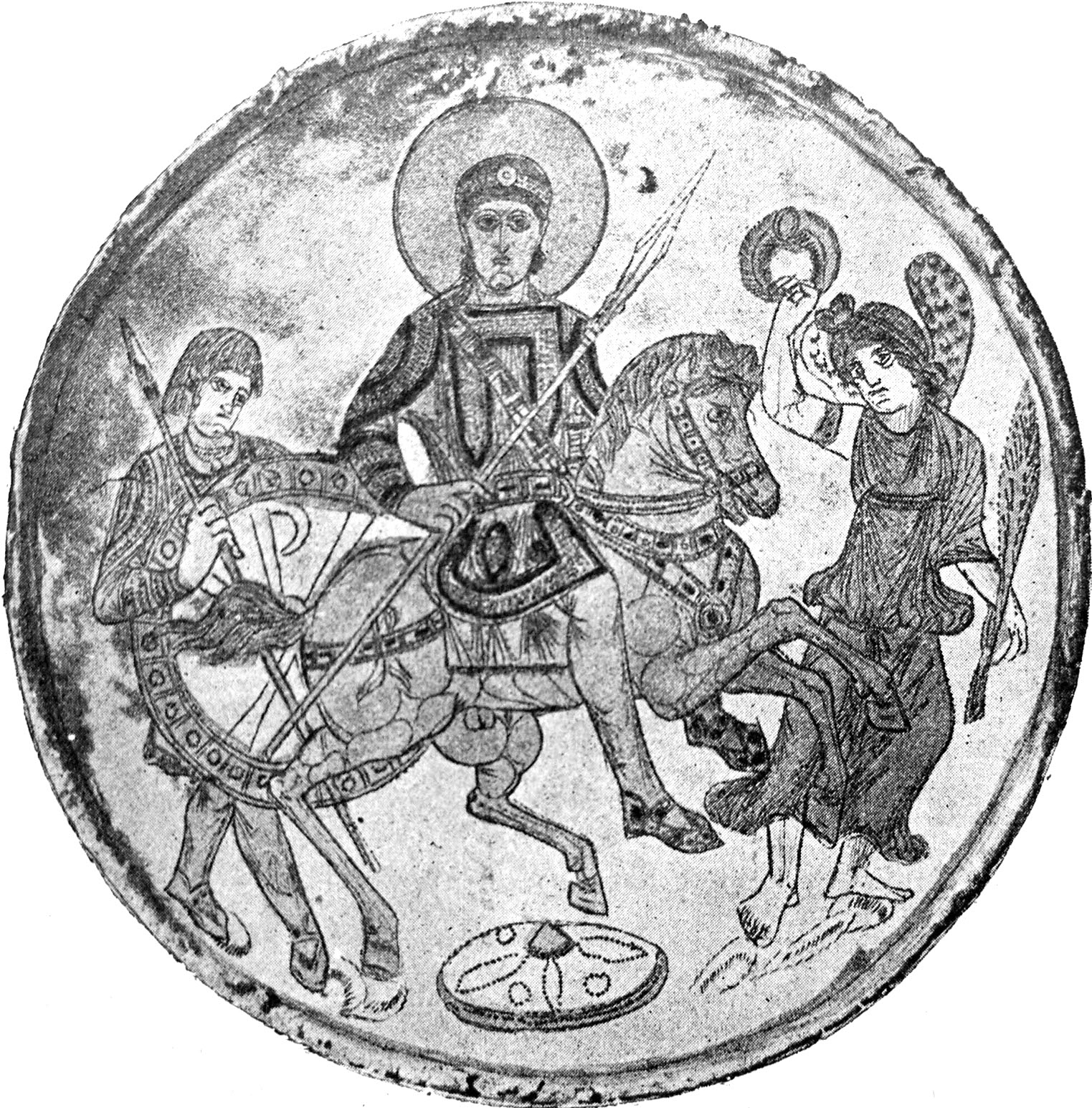
Representació de Constanci II en el llibre Christliche Antike.

El 357 Constanci va visitar Roma on va celebrar un triomf i va fer erigir un obelisc que fou portat del Temple del Sol a Heliòpolis i posat al Circ Màxim

## Política religiosa
En qüestions religioses s'acostà a les posicions dels arians, això el contraposà al seu germà Constant, de creences més catòliques, el qual per resoldre el conflicte va convocar un concili a Sàrdica el 343, però fou un complet fracàs. El 346 els dos germans van estar a punt d'arribar a les armes per aquesta qüestió. Finalment van arribar a un acord, segons el qual cada emperador donaria suport al clergat que volgués només dins dels propi territori i sense intervenir en el de l'altre.Aquell mateix any Constanci va prohibir el culte en temples pagans sota pena de mort i confiscació dels béns. També va prohibir el culte als jueus en un edicte de l'any 339 (a diferència del seu germà Constant que els va tolerar) i va decretar que als antics cristians que s'haguessin passat al judaisme se'ls expropiessin els béns (352). Però si bé va haver molta legislació al respecte, es va tractar més aviat d'una declaració de principis i les lleis no es van aplicar estrictament, ja que, fins i tot a les províncies d'orient que era on la comunitat de cristians era més nombrosa, no eren majoria.De fet molts pagans eren benvinguts a la cort com: els sofistes Libani, Temisti i l'historiador Ammià Marcel·lí. Anys més tard, el 359, Constanci II va convocar el concili de Rímini, un senyal que l'odi entre cristians, nascut de la controvèrsia sobre la naturalesa de la Trinitat, de vegades resultava més viva que les tensions latents entre cristians i gentils.

## Darreres campanyes militars
Després va anar a Il·líria on els seus generals estaven fent una victoriosa campanya contra quades i sàrmates, i el 359 va retornar a Àsia per enfrontar-se al rei persa Sapor que havia tornat a envair Mesopotàmia i havia conquerit Amida, i les fortaleses de Singara i Bezabde. Mentre passava això, la Gàl·lia fou envaïda per alamans i francs, però foren derrotats en brillants campanyes dirigides per Julià, que va fer presoner a Gundomar, el rei alamà, i que a més de triomfar militarment va establir una molt bona administració del país, que li va donar un gran suport popular.
Constanci, gelós, li va enviar ordres de traslladar les regions de la Gàl·lia a orient, per la defensa de la frontera oriental ara que ja la Gàl·lia estava pacificada. Esperava que així Julià no podria aprofitar la seva popularitat per proclamar-se emperador, però al contrari, l'ordre donada va precipitar els esdeveniments; les tropes de Julià es van negar a anar cap a orient i finalment van proclamar al seu cap com a emperador (360). Encara que Julià va fer protestes d'innocència i va enviar ambaixadors a Constanci, que era a Cesarea, la guerra va esclatar. Constanci va agafar el seu exèrcit i va marxar cap a l'oest, però la sobtada mort de Constanci a Mopsocrene, prop de Tars (Cilícia) el 3 de novembre del 361, a causa d'unes febres, va deixar Julià com a únic emperador.

## Matrimonis i descendència
Constanci es va casar tres vegades: amb una filla de Juli Constantí, amb Eusèbia i amb Màxima Faustina. Amb aquesta va tenir una filla pòstuma, Faustina Constància (futura esposa de Gracià).